# Sōta Kawatsura
Sōta Kawatsura (川面聡大?, Kawatsura Sōta; Tokyo, 19 giugno 1989) è un velocista giapponese.

## Biografia
Nativo di Tokyo, si laurea all'Università Chūō e all'Università di Osaka.
Nel luglio del 2011 prende parte ai campionati asiatici di Kōbe, dove conquista un bronzo nei 100 metri piani, dietro al cinese Su Bingtian e al connazionale Masashi Eriguchi, e un oro nella staffetta 4×100 metri insieme allo stesso Eriguchi, Shinji Takahira e Hitoshi Saito.

## Progressione

### 100 metri piani
| Stagione | Tempo | Luogo     | Data      | Rank. Mond. |
| -------- | ----- | --------- | --------- | ----------- |
| 2014     | 10"48 | Tokyo     | 11-5-2014 |             |
| 2013     | 10"24 | Kumagaya  | 22-9-2013 |             |
| 2011     | 10"22 | Yamaguchi | 8-10-2011 |             |
| 2009     | 10"35 | Hiroshima | 28-6-2009 |             |

### 200 metri piani
| Stagione | Tempo | Luogo     | Data      | Rank. Mond. |
| -------- | ----- | --------- | --------- | ----------- |
| 2013     | 20"80 | Kumagaya  | 21-9-2013 |             |
| 2011     | 20"56 | Tokyo     | 22-5-2011 |             |
| 2010     | 21"24 | Osaka     | 8-5-2010  |             |
| 2009     | 20"74 | Hiroshima | 26-6-2009 |             |

## Palmarès
| Anno | Manifestazione             | Sede      | Evento      | Risultato  | Prestazione | Note |
| ---- | -------------------------- | --------- | ----------- | ---------- | ----------- | ---- |
| 2009 | Giochi dell'Asia orientale | Hong Kong | 200 m piani | Bronzo     | 21"43       |      |
| 2011 | Campionati asiatici        | Kōbe      | 100 m piani | Bronzo     | 10"30       |      |
| 2011 | Campionati asiatici        | Kōbe      | 4×100 m     | Oro        | 39"18       |      |
| 2011 | Universiade                | Shenzen   | 100 m piani | Semifinale | 10"43       |      |
| 2011 | Universiade                | Shenzen   | 4×100 m     | Batteria   | dq          |      |
| 2013 | Campionati asiatici        | Pune      | 100 m piani | Semifinale | dq          |      |
| 2013 | Campionati asiatici        | Pune      | 4×100 m     | Argento    | 39"11       |      |